# Podomyrma laeviceps
Podomyrma laeviceps är en myrart som beskrevs av Mayr 1867. Podomyrma laeviceps ingår i släktet Podomyrma och familjen myror. Inga underarter finns listade i Catalogue of Life.